# Karsten Kroon
Karsten Kroon (* 29. Januar 1976 in Dalen, Coevorden) ist ein ehemaliger niederländischer Radrennfahrer. Er galt als Klassikerspezialist. Zu seinen größten Erfolgen zählen zwei Siege bei Rund um den Henningerturm und ein Etappensieg bei der Tour de France.

## Karriere
Noch bevor Kroon im Jahre 1999 seinen ersten Vertrag bei einem internationalen Radsportteam, dem niederländischen Rabobank-Team, erhielt, gewann er u. a. 1996 das Eintagesrennen Ronde van Drenthe, 1997 den Vlaamse Pijl und 1998 das Etappenrennen Ster der Beloften. Sein erster Sieg für Rabobank gelang ihm 2001 beim Grand Prix Kanton Aargau.
Seine bedeutendsten Karriereerfolge waren ein Tour de France-Etappensieg und zwei Siege bei Rund um den Henningerturm: Bei der achten Etappe der Tour de France 2002 gewann er den Sprint einer Ausreißergruppe, die sich bereits 108 Kilometer vor dem Ziel gebildet hatte. Bei Rund um den Henningerturm 2004 setzte er sich im Sprint einer fünfköpfigen Spitzengruppe gegen Danilo Hondo durch. Zwei Jahre später wechselte er zum Team CSC und wiederholte den Sieg im Henningerrennen 2008 im Sprint einer neunköpfigen Gruppe gegen Davide Rebellin.
Kroon nahm im Laufe seiner Karriere auch am Giro d’Italia und an der Vuelta a España teil und trug bei allen Grand Tours zwischenzeitlich das Trikot des Führenden in der Bergwertung tragen; bei der Italien-Rundfahrt 2000 sogar über 13 Tage hinweg. Sein bestes Endergebnis erzielte er bei der Vuelta 2007 als 52. der Gesamtwertung. Im Straßenrennen der Olympischen Sommerspiele 2004 in Athen sowie 2008 in Peking. 2004 wurde er 52.
Bei der Vuelta a España 2011 stürzte Kroon während der 14. Etappe eine 30 Meter hohe Böschung hinunter, brach sich einen Arm und musste anschließend aufgeben.
Nachdem Kroon 2010 und 2011 für das BMC Racing Team fuhr, kehrte  er 2012 zur Mannschaft von Bjarne Riis, die jetzt nicht mehr Team CSC , sondern Team Saxo Bank hieß, als Kapitän für die Klassiker in den Ardennen zurück, konnte aber in diesen Jahren bis zu seinem Karriereende nach Ablauf der Saison 2014 keine besonderen Ergebnisse mehr erreichen.
Im Jahr 2015 begann Kroon eine Tätigkeit als Kommentator beim Sportsender Eurosport.
Am 24. April 2017 gestand Kroon öffentlich "für eine kurze Periode" seiner Karriere Doping benutzt zu haben. Vorausgegangen war ein Bericht der niederländischen Tageszeitung AD, der er gegenüber im Rahmen eines Gesprächs über eine Kommentatorenrolle beim Giro d’Italia 2017 Doping zugegeben habe. Man habe mit der Veröffentlichung gewartet, weil Kroon zunächst angegeben habe, sich selbst offenbaren zu wollen.

## Erfolge
| 1996 - Ronde van Drenthe 1997 - eine Etappe Circuit Franco-Belge - eine Etappe Triptyque Ardennais - De Vlaamse Pijl 1998 - Gesamtwertung und eine Etappe Ster der Beloften 2001 - GP Kanton Aargau | 2002 - eine Etappe Tour de France 2003 - eine Etappe Tour du Poitou-Charentes 2004 - Rund um den Henninger-Turm 2006 - zwei Etappen Drei-Länder-Tour 2008 - eine Etappe Vuelta a Castilla y León - Rund um den Henninger-Turm - eine Etappe Sachsen-Tour |

## Grand-Tour-Platzierungen
| Grand Tour            | 2000 | 2001 | 2002 | 2003 | 2004 | 2005 | 2006 | 2007 | 2008 | 2009 | 2010 | 2011 | 2012 | 2013 | 2014 | 2015 |
| --------------------- | ---- | ---- | ---- | ---- | ---- | ---- | ---- | ---- | ---- | ---- | ---- | ---- | ---- | ---- | ---- | ---- |
| Giro d’ItaliaGiro     | 103  | –    | –    | –    | –    | –    | –    | –    | –    | –    | –    | –    | –    | DNF  | –    | –    |
| Tour de FranceTour    | –    | –    | 146  | –    | 115  | 135  | –    | –    | –    | –    | 138  | –    | 143  | –    | –    | –    |
| Vuelta a EspañaVuelta | –    | 107  | –    | –    | –    | –    | –    | 52   | 72   | 76   | –    | DNF  | –    | –    | –    | –    |